# Turok (comics)
Pour les adaptations en jeu vidéo, voir Turok.
Turok est une série de bandes dessinées américaines, publiée à partir de 1956. Le dessinateur est Rex Maxon et les scénaristes sont Matthew H. Murphy, Gaylord DuBois et Paul S. Newman. Elle est reprise dans les années 1990 après que Valiant Comics en a récupéré les droits, puis par Dark Horse Comics et enfin par Dynamite Entertainment.

## Les premières apparitions
Le #596 de Four Color en décembre 1954 est consacré à un nouveau héros : Turok. La chose est assez rare pour l’éditeur Dell qui a plutôt l’habitude mettre en cases des personnages déjà connus du grand public comme des héros de radio, cinéma, bientôt TV ou bien encore de comics tels Guy l’Eclair/Flash Gordon ou Jim la Jungle.
Pour ce premier épisode, il est fait appel à Gaylord DuBois (1899-1993). C’est alors un scénariste de comics chevronné, réputé même. Il a derrière lui les premières adaptations du Lone Ranger, on lui doit aussi diverses aventures de Red Ryder, Roy Rogers, etc. S'il n’est pas, tant s'en faut, le seul scénariste de Dell, c’est à lui qu’échoient les titres les plus prestigieux. Il écrit ainsi de nombreux épisodes de Tarzan, signe les adaptations des films à succès comme Robin des Bois ou Quentin Durward. Auteur de plus de 3 000 comics, c’est lui qui sera crédité comme créateur même si certains y voient plutôt la main de Paul S. Newman (1924-1999) officiant comme « nègre » de DuBois.
Pour cette première, le dessinateur sera Rex Maxon (1892-1973) qui en succédant à Hal Foster en 1929 dessinera les bandes quotidiennes de Tarzan pendant 18 ans. 
Lors de la première aventure, The World Below, on découvre deux indiens, Turok et son frère Andar, chasser au nord du Rio Grande. Dès la deuxième histoire, The Terrible Ones, dans le même numéro on apprend qu’ils appartiennent à la tribu des Mandans. On peut se demander ce que nos héros viennent faire là car les Mandans sont localisés dans les Dakota du Sud et Dakota du Nord sur le fleuve Missouri, au nord du Rio Grande certes mais à presque 2 000 km de là !
Toujours est-il qu’en explorant une grotte nos deux aventuriers se retrouvent plongés dans une vallée peuplée de dinosaures et d’hommes préhistoriques reprenant en quelque sorte le thème du Monde Perdu préhistorique de Conan Doyle.
Près d’un an plus tard, on retrouve les deux frères dans le #656 (Octobre 1955). Si DuBois officie toujours au scénario, c’est Bob Correa qui confère un dessin plus dynamique.
L’ensemble est nettement plus réussi et préside à la création d’une revue au nom du héros principal.

## Turok (1956-1982)
La numérotation commence avec le #3 et c’est le même tandem qui officie jusqu’au #8. À partir du #9 c’est Ray Bailey qui reprend les rênes du dessin et il semblerait que Paul S. Newman se substitue immédiatement à DuBois au scénario. Si le doute subsiste, la chose est en revanche actée dès le #11.
D’autres dessinateurs vont intervenir ponctuellement comme Lee Elias ou Bob Fujitani.
D'après le site Comichron  360 à 380.000 exemplaires sont alors vendus à chaque numéro, chiffre qui va tomber à 270.000 lors du changement d'éditeur pour se stabiliser autour de 250.000. En effet, à la fin 1962, Western Publishing et Dell se séparent. Turok fait partie des séries qui suivent le mouvement pour fonder Gold Key en continuant la numérotation au #30. Les ventes s'érodent progressivement pour tomber à 100.000 en 1971. Ce chiffre semble à l'aune actuelle (2014) considérable mais à la fin des années 1960 des journaux comme Archie ou Superman se vendaient régulièrement à plus de 500.000 exemplaires.

Quoi qu'il en soit la descente aux enfers est entamée et en mars 1981 au #126, le label devient Whitman pour cinq petits numéros seulement puisque le journal s’arrête en avril 1982 au #130.

## La parenthèse Valiant Comics/ Acclaim (1993-2004)
Créé en 1988, Valiant Comics reprend le personnage en 1993 avec toutefois un certain nombre de modifications. Alors que l’action chez Dell se situait avant l’arrivée des Européens, chez Valiant elle se déplace au XVIIIe siècle et introduit des éléments allogènes comme des extra-terrestres. Quant à la vallée, elle est désormais référencée sous le nom de Lost Land.
Mensuelle et même bimensuelle un temps, la série durera jusqu’en août 1996, connaitra 48 numéros ainsi que des revues connexes comme le Turok Yearbook de 1994, Turok The Hunted en 1996 ou encore The Original Turok, Son of Stone en 1995 reprise de planches parues chez Dell.
Le rachat de Valiant par Acclaim Entertainment en 1997 modifie encore la donne.
Cette fois-ci Turok devient en quelque sorte une fonction dévolue à différents personnages dont le rôle est de protéger l’espace-temps, le Lost Land étant une sorte de carrefour interdimensionnel provoquant ces rencontres.

### Scénario
La série suit l’histoire de divers personnages devant endosser le rôle de Turok, c’est-à-dire le rôle de gardien d’un monde parallèle ou diverses époques sont mélangées.
Le personnage, un amérindien, va donc découvrir des animaux qu’il ne connait pas, comme les dinosaures ou les chevaux, et leur donner des noms. Par exemple le tyrannosaure sera appelé coureur.

## Dark Horse (2009-2012)
À la suite de la déconfiture financière d’Acclaim en 2004, Dark Horse Comics essaie de relancer la franchise en 2010 et fait pour cela appel à Jim Shooter qui animait la série chez Acclaim. Cette mini-série de quatre épisodes intitulés Aztlan se déroule en 1428 (“three scores and four years before men of the old world first stand upon the shores of a Bahaman isle”) et met Turok aux prises avec des Aztèques.
Parallèlement Dark Horse publie dans sa collection Archives 10 volumes constitués des rééditions d’aventures parues chez Dell puis Gold Key sans que cette tentative soit totalement achevée puisque seuls 67 numéros sur les 130 seront publiés.

## Dynamite Entertainment (depuis 2014)
En 2013 Dynamite négocie avec DreamWorks Classics actuel propriétaire des droits et lance en février 2014 une nouvelle revue Turok: Dinosaur Hunter. Cette fois-ci l’action est censée se dérouler en 1210 dans l’île de Manhattan et des croisés viennent de débarquer avec des animaux préhistoriques en cage…

## Publications

### Dell
- Four Color (1954-1955) : 2 numéros (#596 et 656)
- Turok, son of stone (1956-1962) : 28 numéros (#3-30)

### Gold Key
- Turok, son of stone (1962-1981) : 95 numéros (#31-125)
- Giant Comic Turok, son of stone, (1966) : 1 numéro constitué de reprises
- Golden Comic Digest (1973) : 1 numéro constitué de reprises (#31)

### Whitman
- Turok, son of stone (1981-1982) : 5 numéros (#126-130)

### Valiant Comics
- Turok, son of stone (1993-1997) : 48 numéros (#00-47)
- Turok Yearbook (1994) : one shot
- The Original Turok, Son of Stone (1995) : 2 numéros (#1 et 2)
- Turok The Hunted (1996) : : 2 numéros (#1 et 2)

### Acclaim Entertainment
- Turok, the Empty Souls* (avril 1997) : one shot
- Turok, Spring Break in the Lost Land* (juillet 1997) : one shot
- Turok Timewalker (août-septembre 1997) : 2 numéros (#1 et 2)
- Turok Redpath* (octobre 1997) : one shot
- Turok (1998) : 4 numéros (#1-4)
- Turok Child of Blood* (janvier 1998) : one shot
- Turok, Tales of the Lost Land* (avril 1998) : one shot
- Turok 2, Seeds of Evil (octobre 1998) : one shot
- Turok, Adon’s Curse (octobre 1998) : 1 seul numéro curieusement noté #2
- Turok Shadowman (février 1999) : one shot
- Turok 3, Shadow of Oblivion (septembre 2000) : one shot
- Turok Evolution (août 2002) : one shot

NB : * ces histoires peuvent se lire de manière indépendante mais forment toutefois une continuité.

### Dark Horse
- Turok son of stone, Archives (2009-2012) : 10 volumes (#1-10)
- Turok, son of stone (2010-2011) : 4 numéros (#1-4)

### Dynamite Entertainment
- Turok : Dinosaur Hunter (depuis 2014) : 6 numéros parus à août 2014

## Adaptations
La série suivra plusieurs générations de Turoks le long des parutions. Il connaîtra diverses adaptations en jeux vidéo , plus ou moins fidèles, et le héros en est souvent le premier Turok, Tal Set.
En 2008 sort le long-métrage d'animation Turok: Son of Stone de Curt Geda, Dan Riba, Frank Squillace et Tad Stones adapté du comics.